# Johann Stadler (Lithograf)

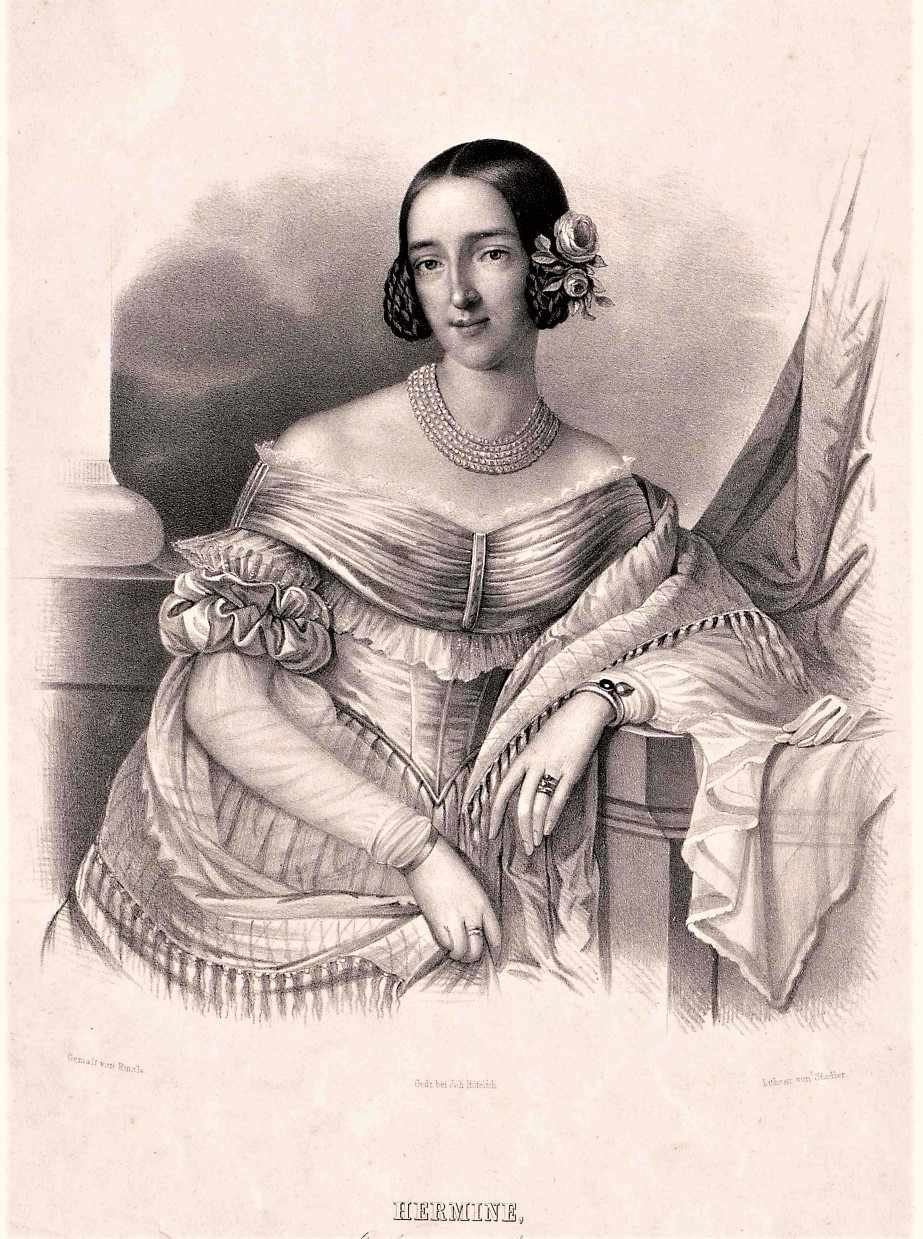
Hermina

Johann Stadler (* 1804 in Freiburg im Breisgau; † 5. Februar 1859 in Wien) war ein österreichischer Porträtmaler und Lithograph.

## Leben
Johann Stadler studierte ab dem 6. Juni 1828 in der Historienmalereiklasse an der Königlichen Akademie der Künste in München. Nach dem Studium ließ er sich in Wien nieder und blieb dort lebenslang. Er beschäftigte sich hauptsächlich mit der Porträtlithografie.
Stadler arbeitete oft zusammen mit Adolf Dauthage und Franz Josef Sandmann. Seine Lithografien erschienen meist im Verlag des Kunsthändlers Leopold Theodor Neumann.
Er schuf auch Lithografien nach Vorlagen anderer Künstler, wie Franz Xaver Winterhalter, August Prinzhofer, Ferdinand Georg Waldmüller, Anton Einsle und Friedrich  Treml.